# Fronteira Hungria–Ucrânia

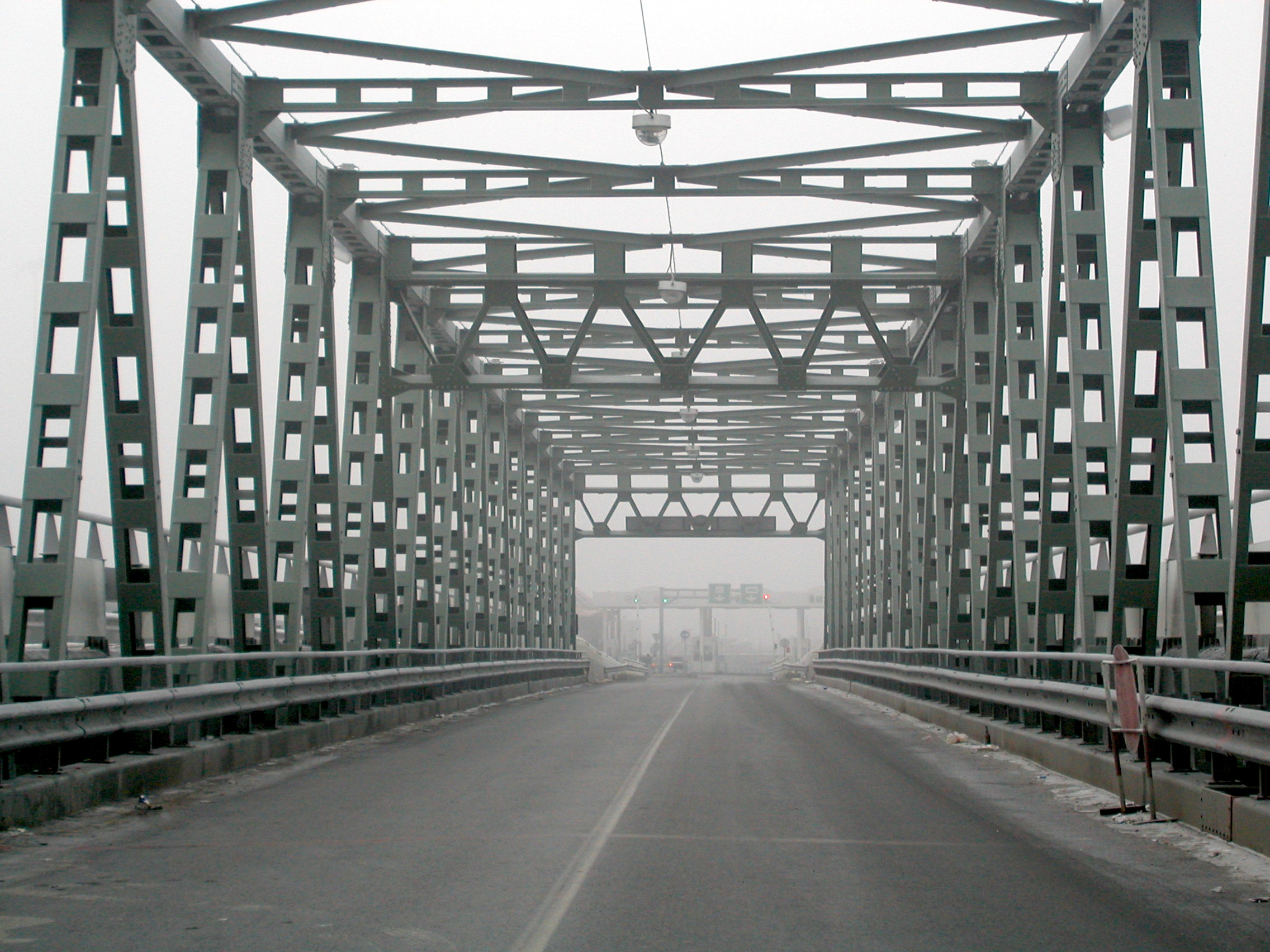
Uma ponte ao sul do Rio Tisza no posto de controle entre Chop-Záhony (vista do lado da Ucrânia).

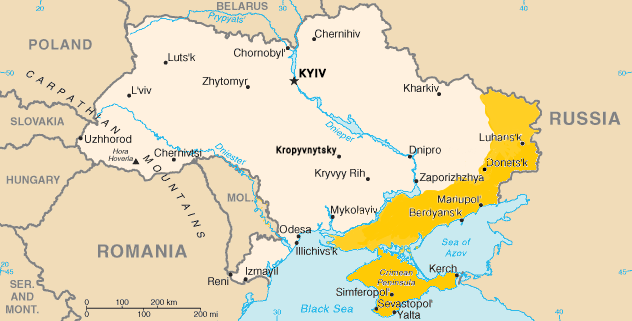
Mapa da Ucrânia

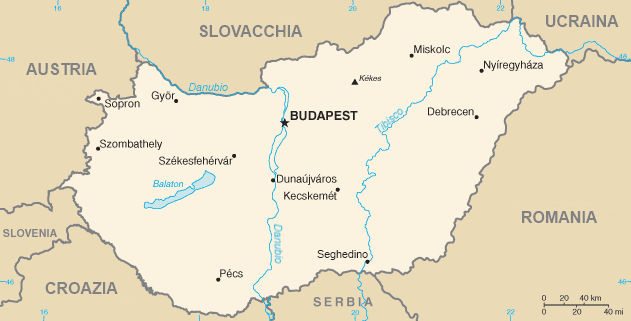
Mapa da Hungria

A fronteira entre a Hungria e a Ucrânia separa o extremo leste da Hungria do território da Ucrânia, estendendo-se por 103 km no sentido norte-sul entre duas fronteiras tríplices dos dois países com a Eslováquia e com a Romênia.  
Na Ucrânia, a fronteira atinge o Oblast da Transcarpátia, e na Hungria, a fronteira atinge a província de Szabolcs-Szatmár-Bereg.
O limite foi estabelecido em 1945, após a Segunda Guerra Mundial, quando o território húngaro ao longo da Transcarpátia caiu sob poder soviético. Os limites compartilhados entre a Hungria e a União Soviética são os mesmos que  os atuais; após a declaração de independência, em 1991, a Ucrânia foi fundada pelos limites atuais.